# District de Büzmeýin
 (octobre 2020).
Le district de Büzmeýin est un district du Turkménistan situé à Achgabat.

## Histoire
De 2002 à 2018, il était nommé district d'Abadan.
En 2018, il a absorbé les anciens districts d'Arçabil et de Çandybil et a été renommé district de Büzmeýin.